# Liebethaler Grund
Der Liebethaler Grund ist das enge und tief eingeschnittene Tal der Wesenitz zwischen Lohmen und Hinterjessen im nordwestlichen Randbereich der Sächsischen Schweiz. Die Wesenitz durchbricht hier den Sandstein des Elbsandsteingebirges. Anfang und Endpunkt des Liebethaler Grundes werden in etwa durch die Lage der Daubemühle bei Lohmen und der Grundmühle Hinterjessen markiert. Namensgebend ist das nördlich des Grundes auf einer Hochfläche liegende Dorf Liebethal. Flussaufwärts liegt die Lohmener Klamm, die nicht ganz so beeindruckend ist.
Im Zuge der seit Ende des 18. Jahrhunderts beginnenden touristischen Erschließung der Sächsischen Schweiz stellte der Liebethaler Grund die erste Begegnung der Wanderer mit der wild-romantischen Felsenwelt des Sandsteingebirges dar. Bis zur Fertigstellung der Elbtalbahn (1851) galt die Route von Pillnitz über Graupa und den Liebethaler Grund weiter nach Lohmen und durch den Uttewalder Grund zur Bastei als Hauptzugangsweg in die Sächsische Schweiz. Heute verläuft der Malerweg, der Hauptwanderweg der Sächsischen Schweiz, durch den Grund.
Die Wasserkraft der Wesenitz wurde ehemals von der Daubemühle, der Lochmühle, der Liebethaler Mühle und der Grundmühle Hinterjessen genutzt. In der Nähe der Lochmühle befindet sich seit 1933 das größte Wagner-Denkmal der Welt.

## Naturraum

### Geologie
Die Wesenitz hat sich im Liebethaler Grund etwa 40 bis 50 Meter tief in den hier anstehenden Elbsandstein der Stufe "d" eingeschnitten. Altersmäßig ist dieser Sandstein dem oberen Turonium/unteres Coniacium zuzuordnen und damit etwa 89 Millionen Jahre alt. Als Zeugnisse der letzten
Eiszeit finden sich nahe der Lochmühle mehrere Strudellöcher. Der Sandstein ist zudem durch Wabenstrukturen als Folge der chemischen Verwitterung sowie durch Eiseneinschlüsse gekennzeichnet.
Die erodierende Wirkung des Wassers zeigt sich im Liebethaler Grund in Form von seitlich ausgespülten Hohlkehlen am Fuß der Felswände, die Felsstürze begünstigen.

### Flora und Fauna
Der Liebethaler Grund ist eines der typischen schluchtartigen Täler des Elbsandsteingebirges, der Naturraum wird vom Wechselspiel von Fluss, Talgrund und Felswänden beeinflusst. Das tiefe und teils canyonartige Tal ist strahlungs- und windgeschützt. Da die Talsohle kaum oder nur kurz Sonneneinstrahlung erhält, herrscht hier ein feucht-schattig-kühles Klima (Sommer) bis mildes Klima (Winter) vor. Die Temperaturunterschiede zwischen Sommer und Winter sowie zwischen Tag und Nacht sind vergleichsweise gering.
Im Gegensatz zum feucht-kühlen Talgrund stehen die oberen Felsränder des Tales, die vor allem in südexponierter Lage deutlich mehr Sonneneinstrahlung erhalten und als warm-trockene Lagen anzusprechen sind.
In der Vegetation dominieren Pflanzengesellschaften, die feucht-schattige Gründe mit reichlich Wasserführung bevorzugen. Im Baumbestand der Talsohle finden sich vor allem Laubbäume wie Eschen, Berg-Ahorn, Spitz-Ahorn, Winter-Linde, Stiel-Eiche und Berg-Ulme. Die Steilhänge und Felspartien werden hingegen von Kiefern und Birken (besonnte Lagen) bzw. Fichten (schattige Lagen) dominiert. Die Krautschicht wird vom Großen Springkraut und diversen Farnen (u. a. Wurmfarne, Wald-Frauenfarn, Braunstieliger Streifenfarn, vereinzelt auch Straußenfarn) bestimmt. Hinzu kommt an Mauern, Baumrinden und feuchten Felspartien eine artenreiche Moosvegetation, u. a. mit Lebermoos.
Als Vertreter der Tierwelt sind vor allem verschiedene Vogelarten wie Eisvogel, Gebirgsstelze und Wasseramseln zu nennen, die Gebirgsbäche mit schnell fließenden, klaren und sauberen Wasser bevorzugen. Hinzu kommen u. a. Zaunkönig, Grasmücken und Laubsänger, vereinzelt auch Buntspechte und Eichelhäher. Seit Ende der 1920er Jahre sind auch Bisamratten im Liebethaler Grund heimisch.

### Naturschutz
Der Liebethaler Grund ist Bestandteil des FFH-Gebietes "Wesenitz unterhalb Buschmühle" (Nr. 4949-302).

## Geschichte
Die Geschichte des „Liebenthaler grundt“(es), der erstmals 1527 urkundlich so genannt wird, war über Jahrhunderte hinweg mit der Sandsteingewinnung verbunden. Auch die Wasserkraft wurde frühzeitig durch verschiedene Mühlen und ab 1894 durch das Elektrizitätswerk der Gemeinde Copitz genutzt. Seit dem Ende des 18. Jahrhunderts entwickelte sich das Tal zu einem beliebten Ausflugsziel und war lange Zeit das westliche Zugangstor zur Sächsischen Schweiz.

### Sandsteingewinnung

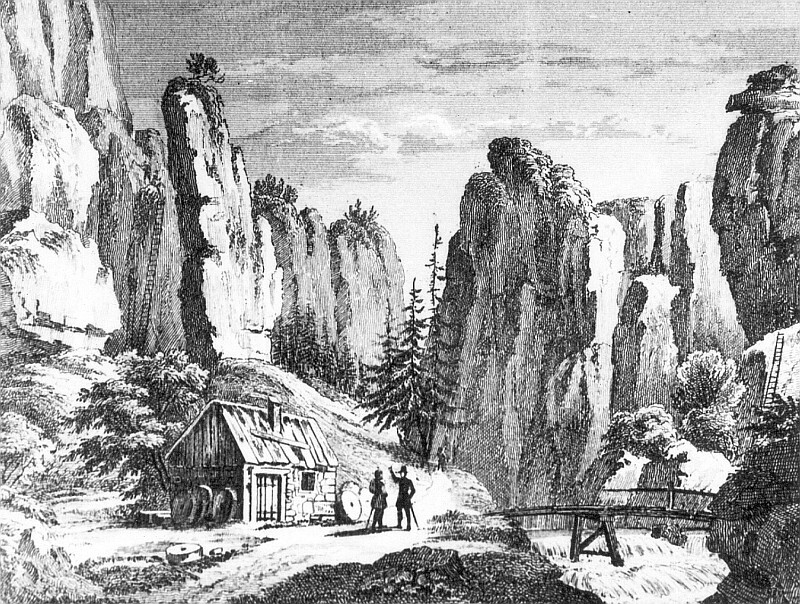
Sandsteinbrüche und Steinbruchshütte im Liebethaler Grund, Darstellung um 1845

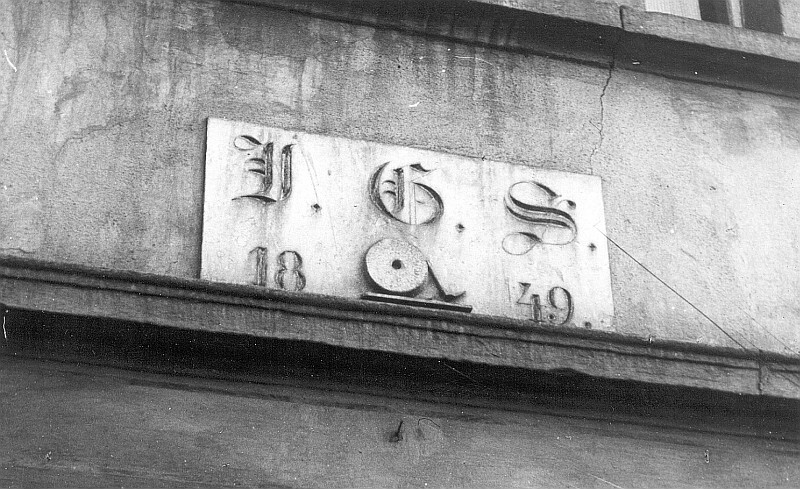
Hausmarke (1849) eines ehemaligen Steinbruchbesitzers mit Mühlstein und angelehntem Zweispitz an einem Haus in Liebethal

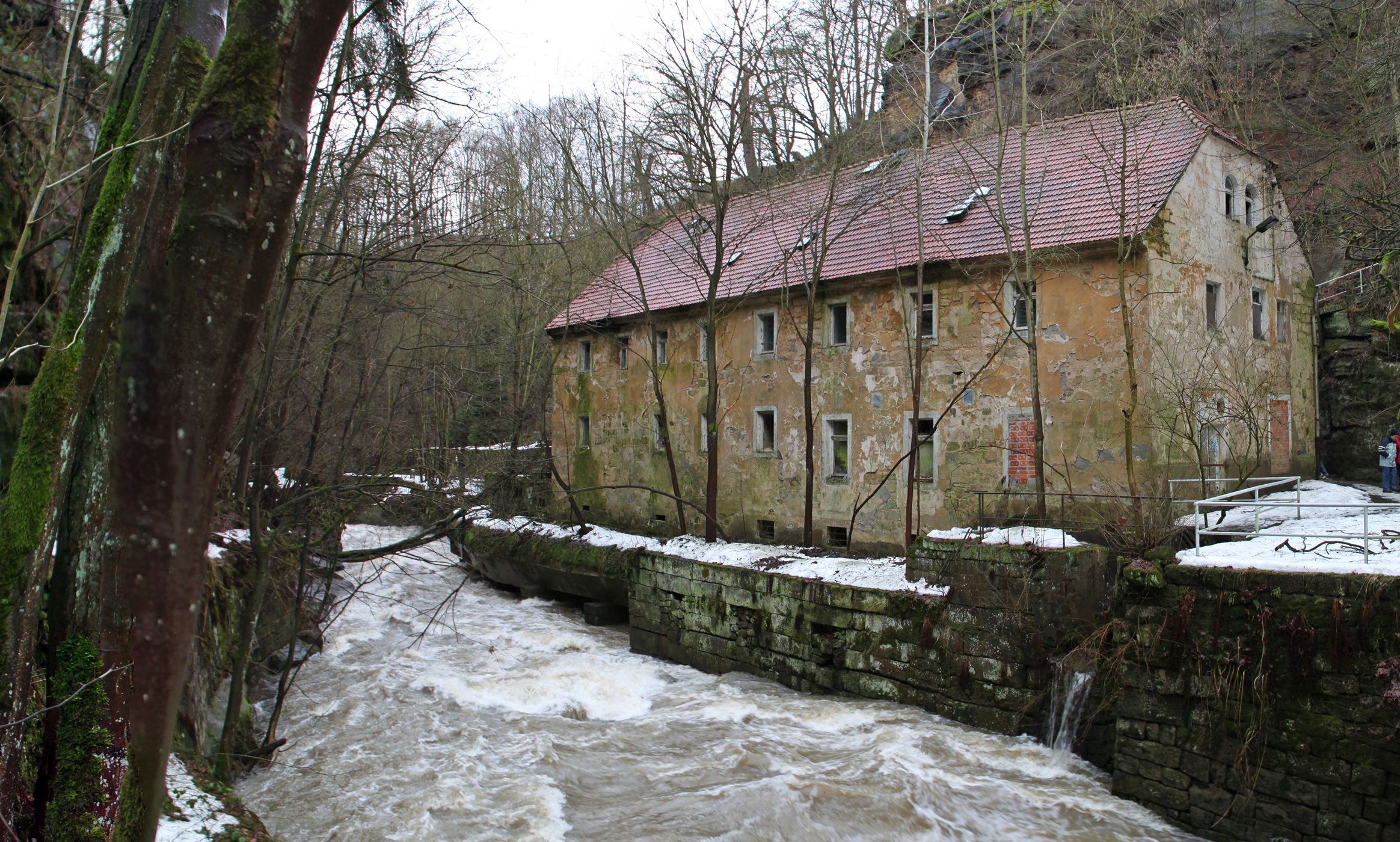
Die Lochmühle im Liebethaler Grund

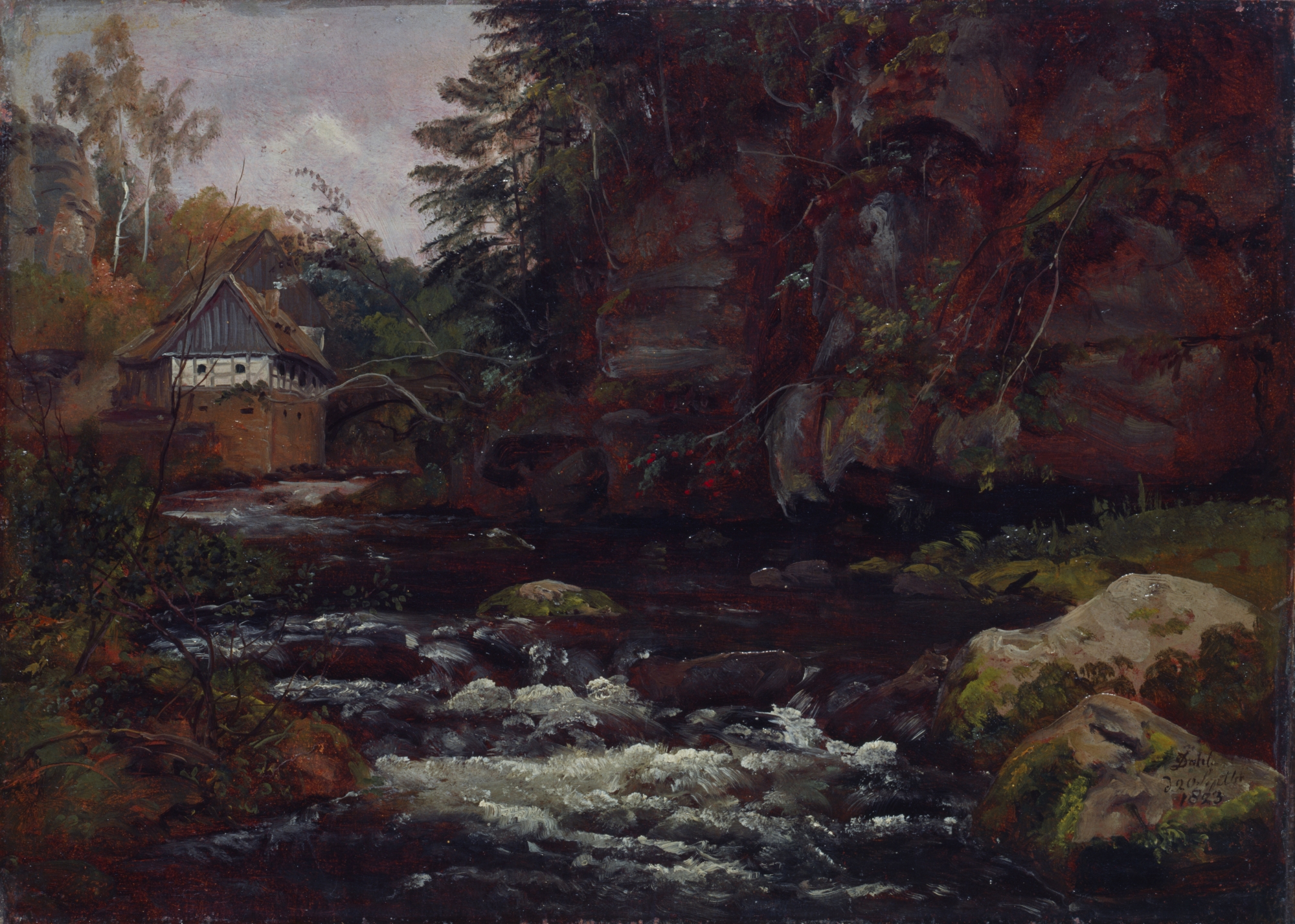
Historische Ansicht von Johan Christian Clausen Dahl (1823)

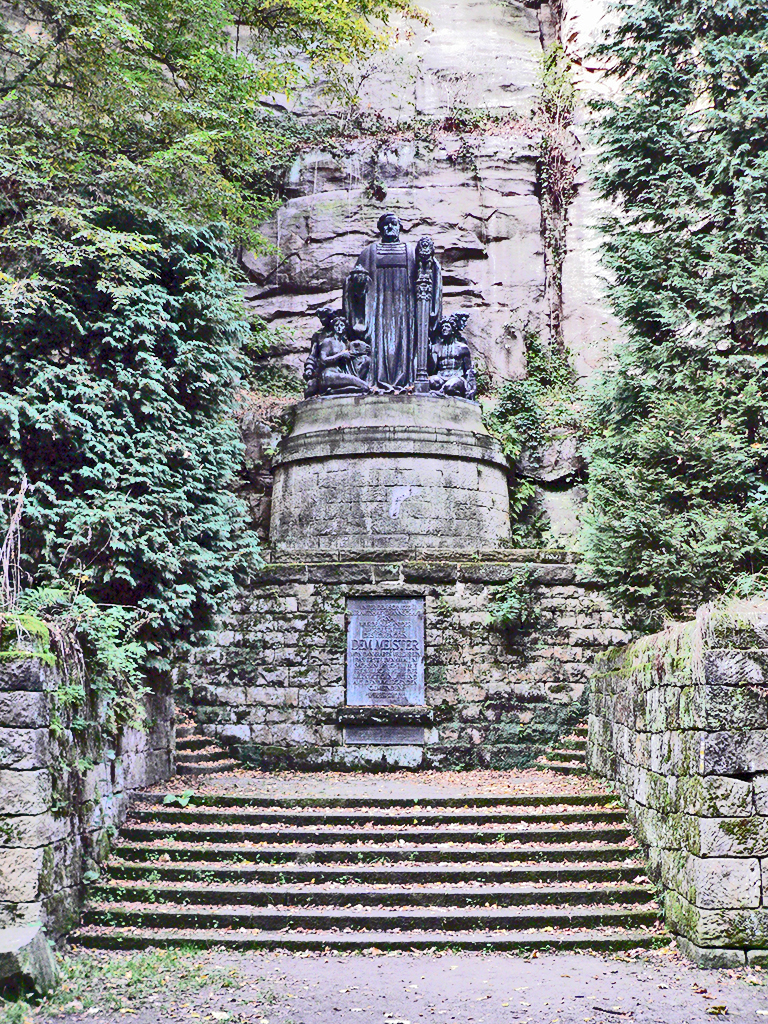
Richard-Wagner-Denkmal im Liebethaler Grund

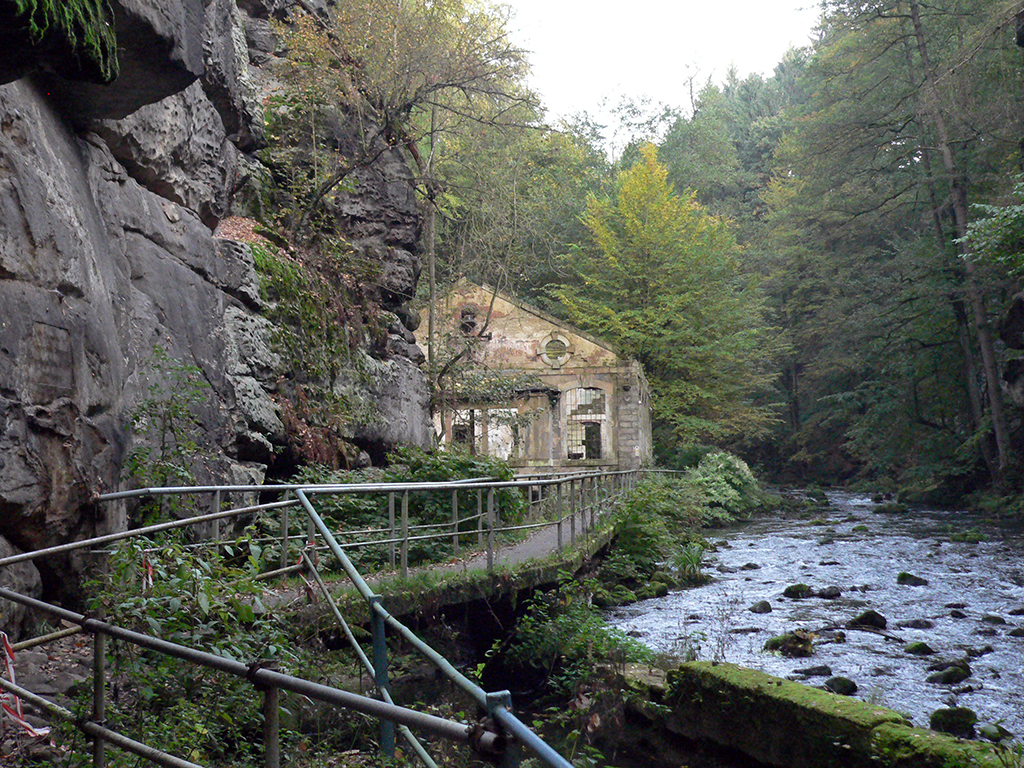
Ruine des Copitzer Elektrizitätswerkes (1894) unterhalb des Richard-Wagner-Denkmals

Die ehemaligen Sandsteinbrüche im Liebethaler Grund gehören zu den ältesten Bruchgebieten der Sächsischen Schweiz. Bereits 1346 wird erstmals ein Steinbruch an der Wesenitz bei Liebethal urkundlich genannt. Doch sollen bereits beim Bau des Meißner Doms ab 1260 Sandsteine aus dem Liebethaler Grund Verwendung gefunden haben. Neben der Nutzung als Werkstein wurde der Sandstein aus dem Liebethaler Grund vor allem zur Herstellung von Mühlsteinen verwendet.
Der bekannte Chronist Petrus Albinus schrieb wie folgt über den Liebethaler Sandstein:

„Aus dem harten und tichten Stein bey dem Schloß libenthal (…) machet man den besten Mühlstein, welche weit auf der Elbe verführet werden, auch hierein bis in Poln und anderswo“

Die Belange der Sandsteingewinnung wurden bereits 1529 in einer ersten Bergordnung geregelt, weitere Fassungen wurden 1547, 1556, 1588, 1660/1663, 1691 und 1755 erlassen. Die raschen Erlasse zeigen, dass insbesondere das 16. Jahrhundert eine Blütezeit der Sandsteingewinnung darstellte. 1587 bestanden allein auf der Südseite des Grundes (Daubaer Seite) 20 Brüche. In späteren Jahren sollen im gesamten Liebethaler Grund etwa 55 Sandsteinbrüche bestanden haben. 1765 bestanden im Grund 63 Sandsteinbrüche, darunter auf der Daubaer Seite 27 und auf der Liebethaler Seite 36. Ein Teil der Brüche lag aber bereits wüst und wurde nicht mehr betrieben, da der Abtransport der Werk- und Mühlsteine hin zur Elbe, dem Haupttransportweg des Sandsteinhandels, zu teuer war. Die elbnahen Brüche konnten auf Dauer wirtschaftlicher betrieben werden, so dass die Sandsteingewinnung im Liebethaler Grund im 18. und 19. Jahrhundert immer weiter zurückging. 1818 bestanden noch 9 Brüche mit 30 Arbeitern und 1950 wurde die Sandsteingewinnung im letzten verbliebenen Bruch der Firma Künzelmann eingestellt.
Damit endete ein jahrhundertelang betriebener Wirtschaftszweig, der das Bild des Liebethaler Grundes nachhaltig veränderte. Durch die Sandsteingewinnung wurden die Talhänge zurückverlegt und der Talgrund aufgeweitet. Angeblich soll der Liebethaler Grund nahe Liebethal ursprünglich so eng gewesen sein, dass er von Felswand zu Felswand mit darüber gelegten Steigen überschritten werden konnte. Vom Bruchbetrieb zeugen heute neben verschiedenen Sandsteinhalden vor allem die abschnittsweise glatt behauenen Felswände des Tales und mehrere erhaltene Sandsteinbruchnummern aus dem 19. Jahrhundert. Ebenfalls erhalten blieb ein in einer Felswand vermutlich im frühen 16. Jahrhundert eingeschlagenes Grenzzeichen, bestehend aus einem Grenzkreuz, flankiert von dem Schönburgschen Wappen und dem bischöflich schleinitzschen Wappen. Die von Schönburgs und die Bischöfe von Meißen gehörten zu den Eigentümern der Sandsteinbrüche.

### Mühlen
Die Wasserkraft der Wesenitz im Liebethaler Grund wurde bereits mind. seit dem 14. Jahrhundert von verschiedenen Mühlen genutzt. In Flussrichtung der Wesenitz waren dies die Daubemühle, die Lochmühle, die Liebethaler Mühle und die Grundmühle Hinterjessen.
Die Daubemühle wurde erstmals 1465 erwähnt. Es handelte sich um eine Brett- und Mahlmühle, deren Betrieb sich jedoch schwierig darstellte. Die Müller der Daubemühle litten unter dem Lohmener Mühlenzwang und konnten nur schwierig Kunden akquirieren, da die umliegenden Dörfer ihr Getreide eigentlich in den Lohmener Mühlen mahlen mussten. Der Mühlenbetrieb wurde schon um 1850 zu Gunsten der Herstellung von Holzstoff eingestellt. Zur Energieerzeugung wurde seit 1911 die Wasserkraft der Wesenitz mit zwei Turbinen genutzt. Die Holzschliffproduktion der früheren Daubemühle wurde in den 1930er Jahren eingestellt. 1940 wurde in dem Gebäudekomplex eine Spinnerei und Weberei eingerichtet. Zu DDR-Zeiten wurde die Daubemühle als Kinderferienlager genutzt. Im Jahr 2000 richtete die Gemeinde Lohmen in der Mühle eine Gaststätte ein. Die Wasserkraft der Wesenitz wird nach wie vor durch ein kleines Wasserkraftwerk genutzt.
Die dicht unterhalb der Daubemühle gelegene Lochmühle entstand um 1560 als Mahlmühle. Ihr Betrieb gestaltete sich aufgrund der abseitigen Lage buchstäblich "im Loch" schwierig. Die Lochmühle Mühle war nur zur Fuß über steile Pfade und Treppenanlagen von Mühlsdorf und Daube aus erreichbar. Ein An- und Abtransport per Pferdewagen war lange Zeit nicht möglich. Erst 1799 wurde ein Fahrweg von Mühlsdorf zur Lochmühle angelegt, der aufgrund seiner Steilheit immer noch äußerst schwierig zu passieren war. Im Zuge der seit Ende des 18. Jahrhunderts beginnenden touristischen Erschließung der Sächsischen Schweiz stellte die Lochmühle die erste Begegnung der Wanderer mit der wild-romantischen Felsenwelt des Sandsteingebirges dar. Der Fremdenverkehr entwickelte sich so zu einem lohnenswerten Nebeneinkommen für die „Lochmüller“. Seit den 1840er Jahren wurde die Mühle auch als Gastwirtschaft betrieben. Im Sommer 1846 weilte Richard Wagner mehrmals in der Lochmühle und komponierte hier Teile der Oper Lohengrin. An Wagners Aufenthalt erinnert das 1933 unweit der Lochmühle errichtete Richard-Wagner-Denkmal. Der Mahlbetrieb endete 1880, nachdem der letzte Lochmüller tödlich im Räderwerk seiner Mühle verunglückt war. Danach wurde der Mahlbetrieb eingestellt und die Lochmühle ausschließlich als Gasthaus genutzt. Im Zuge der Wende und des Endes der DDR wurde die Nutzung als Gasthaus eingestellt. Die Mühle steht bereits seit über 20 Jahren leer und verfällt zusehends.
Unterhalb von Liebethal befindet sich an der Einmündung der Klemnitz in die Wesenitz die Liebethaler Mühle. Die vergleichsweise junge Anlage wurde 1826 als Mahlmühle mit Gasthaus errichtet. Der Mahlbetrieb endete jedoch schon 1886, als nach einem Verkauf der neue Mühlenbesitzer hier eine Pappenfabrik für Lederpappe einrichtete. Die Fabrik wurde baulich stetig erweitert und zählte 1924 bereits 249 Mitarbeiter (zum Vergleich: das benachbarte Dorf Liebethal zählte 1925 etwa 530 Einwohner). Anfang der 1930er Jahre ging die Fabrik in den Besitz der Osthushenrich AG über. Nach der Enteignung nach dem Ende des Zweiten Weltkrieges gehörte der Betrieb zu verschiedenen volkseigenen Papierfabriken. Die Pappenproduktion endete 1961. Später nutzten die Netzwerke Heidenau das Areal. Die Produktion endete 1992. Die vermutlich schon vor dem Ersten Weltkrieg installierte Wasserkraftanlage ist aber mit zwei Francis-Turbinen von 1956 (je 100 kW) noch in Betrieb und erzeugt eine Jahresenergieproduktion von über 800.000 kWh.
Am westlichen Ausgang des Liebethaler Grundes liegt die Grundmühle Hinterjessen, die vermutlich bereits im 14. Jahrhundert als Mahlmühle bestand. 1781 verfügte die Mühle über 4 Mahlgänge, 1 Schneidemühle und 1 Ölschlag. In den 1830er Jahren wurden in einem Nebengebäude, das als Obermühle bezeichnet wurde, 2 weitere Mahlgänge installiert. Damit war die Grundmühle eine der bedeutendsten Mühlenanlagen an der Wesenitz. Pächter der Obermühle war u. a. Gottlieb Traugott Bienert, der es später als Müller und Bäcker zum Dresdner Großindustriellen brachte. Bienert versorgte von Hinterjessen aus seine Dresdner Bäckerei mit Mehl. Die Nutzung der Wasserkraft für den Mahlbetrieb endete 1958, da das Wesenitzwehr bei einem Hochwasser zerstört und nicht wieder aufgebaut wurde. Die Produktion wurde auf Elektromotoren umgestellt. Seit den 1970er Jahren nutzte der Rat des Kreises Pirna die Grundmühle als Lager für die Zivilverteidigung. Bis 2011 befand sich hier das Feuerwehrtechnische Zentrum des Landkreises Sächsische Schweiz-Osterzgebirge. Das Gebäude der ehemaligen Obermühle wird als Wohnhaus genutzt.

### Tourismus
Im Zuge der seit Ende des 18. Jahrhunderts beginnenden touristischen Erschließung der Sächsischen Schweiz stellte der Liebethaler Grund die erste Begegnung der Wanderer mit der wild-romantischen Felsenwelt des Sandsteingebirges dar. Bis zur Fertigstellung der Elbtalbahn (1851) galt die Route von Pillnitz über Graupa und den Liebethaler Grund weiter nach Lohmen und zur Bastei als Hauptzugangsweg in die Sächsische Schweiz. Dabei konnten die ersten Reisenden den Liebethaler Grund anfangs in Höhe der Lochmühle nur queren, da das Tal selbst nicht erschlossen war. Erst 1841 wurde durch die Amtshauptmannschaft Pirna ein Fußweg von Liebethal zur Lochmühle angelegt. Daran erinnert eine unterhalb des Copitzer Elektrizitätswerkes angebrachte Gedenkplatte an der Talwand. Dieser Weg wurde 1882 zur nächsten flussaufwärts führenden Mühle, der Daubemühle, verlängert. Damit war das wild-romantische Wesenitztal im Liebethaler Grund für den Fremdenverkehr nun noch attraktiver und besser erlebbar. Heute ist dieser Weg Bestandteil des Malerwegs, der Hauptwanderroute in der Sächsischen Schweiz, die ihren Ausgangspunkt am Liebethaler Grund hat.

### Künstler im Liebethaler Grund
Die romantische Natur des Grundes mit der reißenden Wesenitz, den Mühlen und Sandsteinbrüchen hat seit dem Ende des 18. Jahrhunderts zahlreiche Künstler inspiriert. Maler wie Christian Gottlob Hammer, Carl August Richter, Franz Stadler, Christian Friedrich Sprinck, Adrian Zingg, Johan Christian Clausen Dahl und Ludwig Richter hielten die Natur- und Kulturlandschaft in Zeichnungen fest.
Auch Dichter, Schriftsteller und Erzähler ließen sich vom Liebethaler Grund inspirieren. Frühe Beschreibungen des Tales liegen u. a. von Elisa von der Recke, Carl Heinrich Nicolai und Wilhelm Leberecht Götzinger vor. Auch Hans Christian Andersen weilte 1831 im Liebethaler Grund.

„Kaum ein Maler vermag die reizenden Baum-, Wasser- und Felspartien darzustellen, meine Feder ist zu schwach, die schauerliche Anmut um Liebethal zu beschreiben, doch meiner warteten noch schauerliche Gegenden, und so mußte ich mich vom rauschenden Wasserstrome der einsamen Mühle loßreisen.“

„Je weiter wir das Thal hinauf wanderten, desto mehr entwickelten sich dessen Schönheiten und stiegen nun über alle meine Vorstellungen hinaus.“

„Je länger wir gingen, desto enger wurde das Thal, die Felswände rückten näher zusammen, und wir konnten nur noch hintereinander auf dem schmalen Steg gehen. (...) Nur vereinzelte Sonnenstrahlen fielen zwischen die Felsen. (...) Wir kehrten wieder um und suchten uns an der Mühle einen Führer, nun wollten wir von oben in den stillen, romantischen Liebethaler Grund gehen, den wir alle in seinem tiefsten Heiligtum kennengelernt hatten.“

Zu den bekanntesten Gästen des Liebethaler Grundes zählte der Komponist Richard Wagner, der im Sommer 1846 mehrmals in der Lochmühle weilte und hier Teile der Oper Lohengrin komponierte. Wagner besuchte das Tal auch in späteren Jahren erneut. An Wagners Aufenthalt erinnert das 1933 unweit der Lochmühle errichtete weltgrößte Richard-Wagner-Denkmal. Für dessen Bau stellte der Wirt der Lochmühle das Grundstück zur Verfügung, da er sich davon eine Steigerung der Gästezahl in der Mühle erhoffte. Die über vier Meter hohe Bronzestatue, die Wagner als Gralshüter darstellt, wurde bereits 1911/12 vom Dresdner Maler und Bildhauer Richard Guhr entworfen. Nachdem Aufstellungsversuche vor dem Theater in Teplitz-Schönau und im Großen Garten in Dresden gescheitert waren, wurde das Denkmal im Liebethaler Grund errichtet und am 21. Mai 1933, dem 50. Todestag Wagners, enthüllt.

## Kletteranlage
Am westlichen Zugang zum Liebethaler Grund befindet sich seit 1984 in einem aufgelassenen Sandsteinbruch eine Kletteranlage, die heute vom Sächsischen Bergsteigerbund betreut wird. Die glatten Steinbruchwände wurden teils mit künstlichen Griffen versehen und können auf über 60 Wegen mit Schwierigkeiten bis zur Stufe XIa begangen werden.